# Saint-Benoît (Alpes-de-Haute-Provence)
Saint-Benoît település Franciaországban, Alpes-de-Haute-Provence megyében. Lakosainak száma 166 fő (2022. január 1.). Saint-Benoît Annot, Braux, Castellet-lès-Sausses, Entrevaux és Ubraye községekkel határos.

## Népesség
A település népessége az elmúlt években az alábbi módon változott:
| Lakosok száma | 71   | 66   | 85   | 122  | 132  | 145  | 149  | 145  | 152  | 166  |
|               | 1968 | 1982 | 1990 | 2006 | 2013 | 2015 | 2017 | 2019 | 2020 | 2022 |